# سامسا تشاوش
سامسا تشاوش (بالتركية: Samsa Çavuş)‏ ((بالتركية العثمانية: صمصه چاوُش)‏) (تاريخ ومكان ولادته غير معروفان - توفي بعد عام 1330م)، رفيق سلاح لكل من أرطغرل غازي وعثمان غازي وهو من أهم الشخصيات الذين خدموا في تأسيس الدولة العثمانية. كان سامسا تشاوش أول شخص يستخدم لقب "تشاوش" (رقيب) في الدولة العثمانية. حارب مع أورخان غازي ابن السلطان عثمان الأول وشارك في المعارك والفتوحات معه.

## لقب تشاوش
تذكر المصادر التاريخية أن سامسا تشاوش هو أول من تلقب بلقب «شاويش» في التاريخ العثماني، وأنه عاش في الفترة الزمنية من أواخر القرن الثالث عشر وأوائل القرن الرابع عشر.

## جهاده
جاء سامسا تشاوش إلى مدينة «سوغوت» (بالتركية: Söğüt)‏ مع أرطغرل غازي والقبيلة. 
يُعرف أنه امتد به العمر وخاض معركة بيليكانون مع العثمانيين بقيادة السلطان أورخان غازي ابن السلطان عثمان الأول، ضد قوة التدخل السريع البيزنطية بقيادة أندرونيكوس الثالث باليولوج، والتى انتصر فيها العثمانيون. وكانت معركة بيليكانون تعد الاشتباك الأول الذي يواجه الإمبراطور البيزنطي بنفسه سلطان عثماني.
أظهر سامسا تشاوش بطولات في فتح إزنيق وسوركين في إسكي شهر (بالتركية: Samsa Çavuş)‏. 
عندما فتح أورخان غازي قلعة «كارا تكين» (بالتركية: Karatekin)‏ على بعد حوالي 15 كم من إزنيق، عيّن سامسا تشاوش محافظاً لها (والياً) وقام بغارات على إزنيق. 
خلال حملة جنوب صقاريا (فتوحات: مدينة "عثمانلي Osmaneli وباموكوفا Pamukova وجيفا Geyve)، التي قام بها عثمان غازي عام 1304م، دخل سامسا تشاوش مرة أخرى التاريخ لأن القلاع البيزنطية استسلمت له واحداً تلو الآخر. 
قضى سامسا تشاوش معظم حياته في الحفاظ على ممر صقاريا (بتركيا حالياً)، بالقرب من البحر الأسود. 

## جامع سامسا تشاوش (1290؟ - 1310؟)
يُعد «جامع سامسا تشاوش» (بالتركية: Samsa Çavuş Camisi)‏ أحد أكثر الأعمال غير المعروفة للعمارة العثمانية المبكرة. 
المنطقة التي بُني فيها المسجد بها مستوطنات جبليَّة مبعثرة. لذلك، يخدم المسجد احتياجات أربع قرى في المنطقة لصلاة الجمعة، الأسماء السابقة لتلك القرى هي: 
1. غنبموز (Genbemüz)، وبها «جامع سامسا تشاوش»، [5]
2. غور غوزلير (Görgözler)،
3. حاجي حسن لار (Hacı Hasanlar)،
4. داود لار (Davutlar).

والأسماء الجديدة لنفس تلك القُرى هي:
1. غوفاي تپة Güveytepe، وبها «جامع سامسا تشاوش»، [6]
2. سامسا تشاوش Samsaçavuş، وبها «قبر سامسا تشاوش»، [7]
3. حاجي موسى لار Hacımusalar،
4. شاوش ديري Çavuşdere.

### وصف الجامع
كان المسجد يحتوي على مسجد وحمام ونافورة (نبع ماء للوضوء والشرب)، بناه في قرية غنبموز في بولو بتركيا.
تصميم المسجد من هيكل مستطيل الشكل، مساحته 8 × 8.5 متر. سُمك الجدار 78 سم ومصنوع من حجارة الركام. ويوجد 3 صفوف من عوارض من شجر البلوط.
يحتوي الجزء العلوي على سقف من البلاط، وتم استخدام حجارة مأخوذة من مباني قديمة (أحجار مقطوعة سابقًا) في الزوايا. في الركن الشمالي الشرقي، هناك قاعدة من الحجر المتقاطع وعمود خشبي.
لا يوجد مآذن بالمسجد، وفي الجزء الأوسط منه يوجد سقف من البلاط على عمود من خشب البلوط. 
تم تدمير المحراب الذي يبلغ عرضه حوالي 100 سم من قبل الباحثين عن الكنوز عام 1960م، وتمت تغطيته بالطين، ونجا من المحراب فقط الركن الأيسر منه. 

## وفاته
توفي سامسا تشاوش بعد عام 1330م. 
يوجد قبره في «سوغوت-بيليجيك» (بالتركية: Hacımusalar)‏،  بالقرب من مدينة «مودورنو» (بالتركية: Mudurnu)‏ بمحافظة بولو بتركيا، وبالقرب منه مسجده المعروف: «جامع سامسا تشاوش». 
يلعب سامسا شاويش دور إسماعيل حقي أورون في مسلسل المؤسس عثمان.

## شاهد مدفن وقبر وجامع سامسا تشاوش
- نال الإهمال قبر سامسا تشاوش وهناك مطالبة بإعادة ترميمه من أجل الحفاظ على التاريخ، ولأن قبر سامسا تشاوش الذي خدم في إنشاء الدولة العثمانية، لا ينبغي أن يكون عُرضة للإهمال. انظر صور المدفن والقبر في هذه المواقع والروابط: 
  1. موقع «رابطة مودورنو» (مودورنو هي المدينة المدفون في ضواحيها سامسا تشاوش).
  2. موقع «كور أوغلو» (köroğlu).
- تم تخريب جزء من المسجد والمحراب. صور المسجد موجودة في تلك المواقع والروابط:
  1. موقع «رابطة مودورنو» (مودورنو هي المدينة المدفون في ضواحيها سامسا تشاوش).
  2. موقع «عدسة بولو» (بولو هي المحافظة التركية المدفون بها سامسا تشاوش).
  3. موقع «ماكينة التاريخ».
  4. بوابة الثقافة التركية.